# Logothète général
Le logothète général ou logothète du genikon (en grec genikos logothetēs, ou logothetēs tou genikou), et parfois ho genikos (ὁ γενικός), est le logothète qui est le plus haut responsable de l'administration fiscale (genikon logothesion) dans l'Empire byzantin entre le VIIe et le XIIe siècles. Au XIIIe siècle, il devient un titre aulique.

## Histoire
Le genikon est le département responsable de l'imposition générale et de la collecte des revenus, et sert également de cour pour les affaires financières ; il est ainsi globalement le successeur des sacrae largitiones, bien qu'il soit principalement issu du département général de la préfecture du prétoire. Le premier logothetēs tou genikou attesté est Théodote en 692, ancien moine, sous le règne de Justinien II ; le poste pourrait toutefois remonter à 626 au plus tôt,. Ce fonctionnaire s'occupe notamment de la répartition et de la vérification des impôts et de la tenue à jour des registres du cadastre. Il est à distinguer du sacellaire, gardien du sakkellion, la cassette impériale alimentée par les excédents des revenus du domaine. Néanmoins, leurs attributions se chevauchent, comme l'attestent des chrysobulles adressés à la fois au sacellaire, au logothète général et au logothète militaire. D'après le Taktikon Ouspenski (milieu du IXe siècle), le logothète général est d'ailleurs inférieur dans la hiérarchie palatine au sacellaire.
Ce logothète reste l'un des principaux ministres pendant toute la période mésobyzantine (VIIe – XIIe siècles). Sous les Comnène, son importance décline, mais il en récupère sous les Ange. Après la prise de Constantinople en 1204, le logothetēs tou genikou survit en tant que titre purement honorifique. Selon le pseudo-Kodinos (mi-XIVe siècle), il occupe la 20e place dans la hiérarchie impériale, entre le parakoimōmenos de la chambre impériale et le prōtovestiaritēs. Son habit de cour et ses insignia sont à cette époque un skiadion de soie blanche, un kabbadion de soie, et pour les fêtes et cérémonies, un skaranikon de soie blanche et dorée, tressé d'or et orné de portraits de l'empereur à l'avant et à l'arrière ; il n'a pas de dikanikion (bâton de fonction). Sous les Paléologue, on retrouve parmi les titulaires de grands intellectuels et hommes d'État, tels Georges Acropolite et Théodore Métochitès. Le dernier logothetēs tou genikou attesté est Jean Androusès en 1380.

## Subalternes
Les subalternes du logothetēs tou genikou sont :
- les chartoularioi megaloi tou sekretou (χαρτουλάριοι μεγάλοι τοῦ σεκρέτου, « grands chartulaires du département »), les chefs des différents bureaux[7] ;
- les chartoularioi tōn arklōn (χαρτουλάριοι τῶν ἀρκλῶν[note 2]) ou exō chartoularioi (ἔξω χαρτουλάριοι, « chartulaires extérieurs » ; i.e. dans les provinces)[7],[8] ;
- les epoptai des themata (ἐπόπται τῶν θεμάτων), les fonctionnaires responsables du contrôle de la taxation en province[7] ;
- les komētes hydatōn (κόμητες ὑδάτων, « comtes des eaux »), les fonctionnaires probablement responsables des aqueducs et de l'alimentation en eau en province[7],[9] ;
- le chartoularios tou oikistikou (χαρτουλάριος τοῦ οἰκιστικοῦ) ou ho oikistikos, dont les fonctions précises sont inconnues. Les sources le disent responsable des exemptions fiscales et lui attribuent diverses fonctions judiciaires dans quelques themata au XIe siècle, peut-être en lien avec les domaines impériaux (oikoi). Il devient au même siècle une fonction indépendante, puis disparaît[10],[11] ;
- les kommerkiarioi (κομμερκιάριοι), des fonctionnaires des douanes. Attestés dès le début du VIe siècle, ils sont les successeurs probables du comes commerciorum de la Notitia dignitatum ; à l'origine stationnés aux frontières, ils sont placés après le VIIe siècle dans les ports ou reçoivent des thèmes entiers ou des îles[10],[12] ;
- l’epi tēs kouratōrias du basilikoi oikoi (ἐπί τῆς κουρατωρίας [τῶν βασιλικῶν οἴκων]), responsable des domaines impériaux[13] ;
- le komēs tēs lamias (κόμης τῆς λαμίας). Les sceaux du XIe siècle indiquent que la fonction est parfois combinée à celles d’epi tōn oikeiakōn et de chartoularioi megaloi du genikon[14] ;
- les dioikētai (διοικηταὶ), les superviseurs de la collecte des impôts, assistés des praktores[14] ;
- le kom[v]entianos (κομ[β]εντιανός), à la fonction inconnue[15] ;
- des kankellarioi (καγκελλάριοι) sous un prōtokankellarios, des secrétaires[16],[17].